# Едит Роне (залив)
Заливът Едит Роне (на английски: Ronne Entrance) е залив в югоизточната част на море Белингсхаузен, част от акваторията на Тихоокеанския сектор на Южния океан, край бреговете на Западна Антарктида. Заливът се вклинява на 175 km в югоизточна посока между полуостровите Бетовен (на север) и Монтеверди (на изток), части от остров Земя Александър I и островите Спаатц (на юг) и Смайли (на югозапад). На североизток се свързва с шелфовия ледник Бах, на югоизток – с шелфовия ледник Джордж VІ, а на югозапад – с шелфовия ледник Стендж, от които се откъсват множество айсберги. Ширина на входа 125 km.
Заливът е открит и бреговете му са топографски заснети през декември 1940 г. от американската антарктическа експедиция под ръководството на Фин Роне, който наименува открития от него залив в чест на своята съпруга Едит Роне.